# Oriental Daily News
Oriental Daily News, kurz ODN, (chinesisch 東方日報 / 东方日报, Pinyin Dōngfāng Rìbào, Jyutping Dung1fong1 Jat6bou3) ist eine chinesischsprachige Tageszeitung Hongkongs. Die Oriental Daily News wurde 1969 von der Familie Ma (馬氏家族) gegründet und gehört heute zu Hongkongs Zeitung mit der größten Reichweite. Die Zeitung ist ein breitausgerichtetes unterhaltendes Boulvardblatt mit politisch weniger kritischen Themen.
Die ODN wird von der Oriental Press Group Limited (東方報業集團有限公司) herausgegeben und hat meist eine „ältere“ Leserschicht. Laut einer Datenanalyse von Nielsen Data (Nielsen Broadcast Data Systems) aus dem Jahr 2008 hat ODN ca. 1,77 Mio. Leser (inkl. Online-Leserschaft) bei 530.000 verkauften Exemplaren. Das seit April 2016 eingestelltes Schwesterblatt The Sun (Hong Kong) – 太陽報 (香港) hingegen hatte eine jüngere Leserschaft mit etwa 537.000 Lesern (inkl. Online-Leser) bei 180.000 verkauften Exemplaren.